# 中岗镇
中岗镇，是中华人民共和国安徽省阜阳市阜南县下辖的一个乡镇级行政单位。

## 行政区划
中岗镇下辖以下地区：
大新村、新建村、双和村、田和新村、长安村、永和新村、东街村、西街村和南街村。